# Aleksiej Zygin
Aleksiej Iwanowicz Zygin (ros. Алексей Иванович Зыгин, ur. 30 marca?/11 kwietnia 1896 w słobodzie B. Martynowka w obwodzie rostowskim, zm. 27 września 1943) – radziecki dowódca wojskowy, generał porucznik.

## Życiorys
W sierpniu 1915 został powołany do rosyjskiej armii, dowodził kompanią na Froncie Kaukaskim, po rewolucji lutowej został przewodniczącym komitetu pułkowego, w grudniu 1917 dowodził oddziałem partyzanckim, który w lutym 1918 wszedł w skład Armii Czerwonej. W wojnie domowej walczył na Froncie Południowo-Wschodnim, Południowym, Południowo-Zachodnim i Kaukaskim jako dowódca oddziału i pułku, pomocnik inspektora piechoty 10 Armii, szef sztabu i dowódca brygady, pomocnik szefa sztabu 1 Korpusu Konnego i szef wydziału sztabu 2 Armii Konnej. Po wojnie był okręgowym komisarzem wojskowym, komendantem miasta Rostów nad Donem, dowódcą pułku piechoty, komendantem Błagowieszczeńskiego Rejonu Ufortyfikowanego i naczelnikiem kursów piechoty. Po ataku Niemiec na ZSRR dowodził dywizją piechoty, w czerwcu 1942 został dowódcą 58 Armii, następnie kolejno 39, 20 i 4 Armii Gwardii na Froncie Zachodnim, Kalinińskim i Woroneskim. Uczestniczył w bitwie pod Moskwą, operacji syczewsko-wiaziemskiej, rżewskiej i rżewsko-syczewskiej, 1943 otrzymał stopień generała porucznika. Zginął w bitwie o Dniepr. Został pochowany w Połtawie.

## Odznaczenia
- Order Lenina
- Order Czerwonego Sztandaru (dwukrotnie)
- Order Kutuzowa I klasy
- Order Czerwonej Gwiazdy

I medale.